# Anastásios Papaligoúras
Anastásios Papaligoúras (en grec : Αναστάσιος Παπαληγούρας, né le 14 avril 1948 à Athènes, Grèce), est un homme politique grec. 

## Biographie
Anastásios Papaligoúras est membre du Parti Nouvelle Démocratie. Il est ministre de la Justice du 10 mars 2004 au 19 septembre 2007 puis ministre du Commerce Maritime et de la Mer Égée du 8 janvier 2009 au 4 octobre 2009.

Depuis, il s'est retiré de la vie politique grecque et s'adonne à l'écriture.
Il fait des études de droit à l'université d'Athènes et à l'université Brunel de Londres. Il est l'auteur de nombreux ouvrages politiques.
Il est le fils de Panayótis Papaligoúras, homme politique grec né en 1917 ayant occupé de nombreuses fonctions ministérielles dans la Grèce d'après-guerre et jusqu'en 1976 (ministre de la coordination du Plan et de l'Économie, signataire du traité d'adhésion de la Grèce à l'Union européenne).